# Helgakviða Hundingsbana II

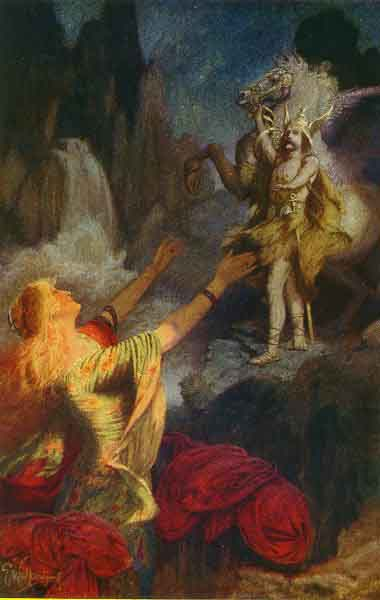
Helgi regresando al Valhalla.

Helgakviða Hundingsbana II, Völsungakviða in forna o Segundo canto de Helgi Hundingsbane es una poesía en nórdico antiguo que se encuentra en la Edda poética. Constituye uno de los cantos de Helgi junto con Helgakvida Hundingsbana I y Helgakvida Hjörvardssonar.
Henry Adams Bellows afirma en sus comentarios que la obra es un mosaico de varios poemas que no encajan bien juntos, pero las estrofas 28-37 y 39-50 son de las mejores de la poesía nórdica antigua.

## La disputa con Hunding y sus hijos
La primera sección (estrofas 1 a 4) presenta a Helgi como el hijo de Sigmund, del clan de los Ylfing y los Volsung, y su esposa Borghild. Vivían en Brálund y llamaron a su hijo en honor a Helgi Hjörvarðsson. Su clan estaba en una sangrienta disputa con Hunding y sus hijos.
Helgi disfrazado visita la casa de la familia de Hunding, donde el único hombre presente era el hijo de Hunding llamado Hæmingr (no mencionado en ninguna otra fuente). Hunding envió a un grupo de hombres al padre de Helgi, llamado Hagal, para que buscaran a Helgi, pero este se escondió disfrazándose como una sirvienta que trabajaba en el molino.
Helgi logró escapar hasta un barco de guerra tras lo cual mató a Hunding y ganó el nombre de Hundingsbane.

## Helgi conoce a Sigrún
En la segunda sección (estrofas 5 a 12), Helgi parte con su grupo de guerreros a Brunarvagar, mata un ganado robado y lo comen en la playa. Entonces Sigrún, que era Sváfa renacida aparece y se presenta como la hija del rey Högne.

## Helgi desafía a Hothbrodd
En la tercera sección (estrofas 13 a 20), que es llamado Viejo canto Völsung, el padre de Sigrún la ha prometido en casamiento a Hothbrodd, el hijo del rey Granmarr.
Sigrún se opone al matrimonio y sale en busca de Helgi que se encontraba exhausto de una batalla en la que había matado a los hijos de Hunding, llamados Eyjólfr, Álfr, Hjörvarðr y Hávarðr. La valquiria le abraza y le besa, y Helgi le promete luchar contra Granmarr y sus hijos.
Helgi reúne un ejército y junto a su hermano Sinfjötli invade el reino de Granmar. Vencen en la batalla y Helgi toma a Sigrún por esposa, y con ella tiene sus hijos.

## Disputa entre Sinfjötli y Guthmund
Una quinta sección (estrofas 22 a 27) consiste en una versión traspapelada de la disputa entre Sinfjötli (hermanastro de Helgi) y Guthmundr, la cual es probablemente más antigua que la encontrada en Helgakviða Hundingsbana I. 

## Dagr mata a Helgi y recibe la maldición de Sigrún
En la séptima sección (estrofas 28-37) el hermano de Sigrún, Dagr, que había sido apartado prometiendo lealtad a Helgi, realizó un sacrificio a Odín con la esperanza de poder así vengar la muerte de su padre y hermanos por Helgi. Odín le dio a Dagr una lanza con la cual dio muerte a Helgi en un lugar llamado Fjoturlund. Dagr luego retornó y contó a su hermana sobre lo sucedido con Helgi: 
| "Trauðr em ek, systir, trega þér at segja, því at ek hefi nauðigr nifti grætta; fell í morgun und Fjöturlundi buðlungr, sá er var beztr í heimi ok hildingum á halsi stóð." | "Triste estoy, hermana, tengo pena de contarte, Traigo tragedia a mi familia sin que lo deseara; En la mañana cayó en Fjoturlund El más noble de los príncipes que el mundo haya conocido, Quien su pie puso en el cuello de los héroes." |  |

Sigrún vengó a su esposo colocando en su hermano una horrible maldición:
| "Þik skyli allir eiðar bíta, þeir er Helga hafðir unna at inu ljósa Leiftrar vatni ok at úrsvölum Unnarsteini. - Skríði-at þat skip, er und þér skríði, þótt óskabyrr eftir leggisk; renni-a sá marr, er und þér renni, þóttú fjándr þína forðask eigir. - Bíti-a þér þat sverð, er þú bregðir, nema sjalfum þér syngvi of höfði. Þá væri þér hefnt Helga dauða, ef þú værir vargr á viðum úti auðs andvani ok alls gamans, hefðir eigi mat, nema á hræjum spryngir." | "Ahora que traicionas el juramento que a Helgi habías hecho, Por el agua, brillante de Leipt, Y la helada piedra de Uth. - "No partirá el barco en el cual te embarques, A pesar del viento favorable que esté contigo; No cabalgará el caballo hacia donde te dirijas, Aunque estes preparado tus enemigos escaparan. - "No cortará la espada cualquiera que portes, Hasta que tu cabeza cante sobre ello. "La venganza mía por la muerte de Helgi, Serás tu un lobo en el bosque sin nada, Sin posesiones y sin conocer la alegría, Sin tener comida guardando cadáveres para alimentarte." |  |

Dagr fue desterrado y condenado a vivir de carroña en los bosques y Helgi fue sepultada en un túmulo. Cuando Helgi entró al Valhalla Odín le pidió que gobernara sobre los Einherjar junto a él. Hay una estrofa la cual Bellows interpreta que está fuera de lugar, que trata sobre el conflicto entre Helgi y Hunding, pero otros lo interpretan como a Helgi oprimiendo a Hunding en el Valhalla:
| "Þú skalt, Hundingr, hverjum manni fótlaug geta ok funa kynda, hunda binda, hesta gæta, gefa svínum soð, áðr sofa gangir." | "Tu debes, Hunding, a cada héroe lavar los pies, y encender el fuego, atar los perros, y cuidar los caballos, y alimentar los cerdos antes de irte a dormir." |  |

## Última visita de Helgi

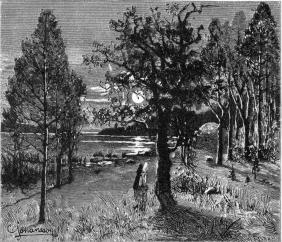
Sigrún esperando a Helgi en su túmulo.

Una octava sección (estrofas 39-50) trata sobre la corta visita de Helgi al Valhalla y su encuentro con Sigrún en su túmulo.
Una tarde, una doncella contó a Sigrún que había visto a Helgi cabalgar con un gran séquito en su propio túmulo y entonces Sigrún acudió allí para verle. Lo encontró con sus cabellos cubiertos de escarcha, su cuerpo manchado de sangre y sus manos mojadas. Le explicó que era porque cada lágrima que ella derramaba caía húmeda y helada sobre él. A pesar de esto, ella preparó la cama en su túmulo y pasaron la noche juntos.
Antes del amanecer Helgi debía retornar al Valhalla. Sigrún regresó a su hogar y pasó el resto de su vida esperando en vano el regreso de Helgi al túmulo.
Murió joven, de pena, y se encontró con él luego de muerta bajo la forma de la valquiria Kára, siendo él Helgi Haddingjaskati.